# Hallescher Turm (Zörbig)

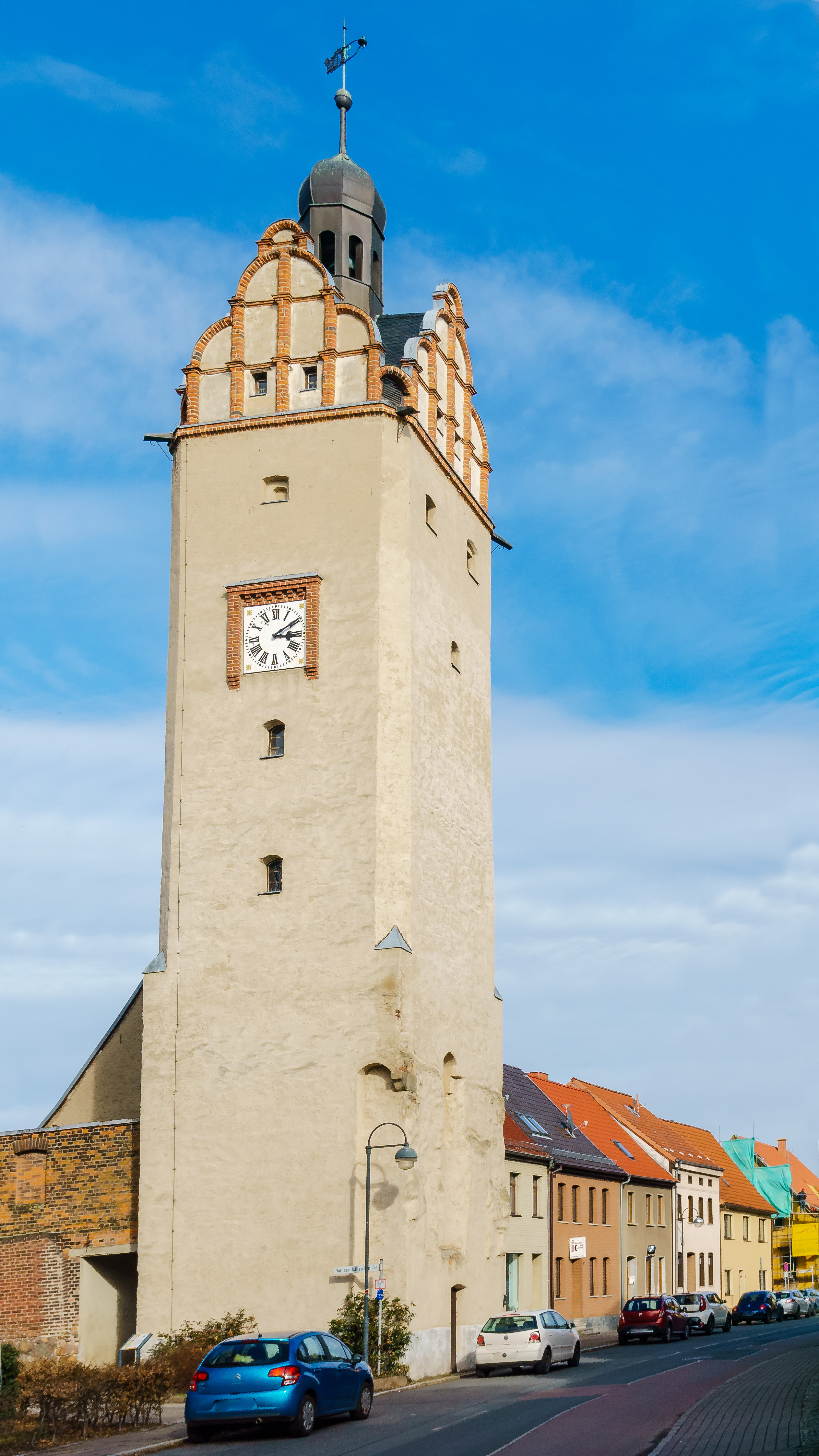
Hallescher Torturm Zörbig

Der Hallesche Turm (auch Hallescher Torturm) ist ein zur historischen Stadtbefestigung gehörender Stadttorturm in der Stadt Zörbig im Landkreis Anhalt-Bitterfeld in Sachsen-Anhalt.

## Lage und Name
Der Torturm befindet sich im Westen der Altstadt von Zörbig an der Langen Straße, welche direkt vor dem Tor den Stadtpark vom Rudolf-Breitscheid-Park trennt. Das Stadttor wurde nach der Stadt Halle (Saale) benannt. Zudem gab es selbst der Straße Vor dem Halleschen Tore, die am Turm abzweigt, den Namen.

## Geschichte und Gestalt
Zörbig wird erstmals im Jahr 1259 eine Stadt genannt. Dennoch vergingen mehr als zwei Jahrhunderte, bis es im Jahr 1470 städtische Privilegien erhielt. In dieser Zeit (15. Jahrhundert) wurde die Stadt bei der wettinischen Burg auch mit doppelten Gräben, einer Mauer und Wällen umgeben. Von den einst drei Stadttoren ist nur der Hallesche Torturm erhalten. Die anderen wurden ab dem Jahr 1853 beseitigt.
Der quadratische Bruchsteinturm ist relativ schmal und hoch und wird von einer geschweiften Haube mit Laterne bekrönt. Diese umgeben vier Renaissancegiebel von 1556. Restauriert wurde der Turm im Jahr 1993. Das Torhaus wurde im Jahr 1894 abgerissen, um die Straße verbreitern zu können. Der ortsbildprägende Turm besitzt je eine Turmuhr an der Ost- und Westseite. Die Fenster sind alle eher klein gehalten, was den Wehrcharakter unterstreicht. Der ehemalige Torturm steht als Baudenkmal unter Denkmalschutz und ist im Denkmalverzeichnis mit der Nummer 094 16103 erfasst.